# Mother o' Mine
Mother o' Mine é um filme de drama mudo produzido nos Estados Unidos e lançado em 1921.